# Sesbania transvaalensis
Sesbania transvaalensis är en ärtväxtart som beskrevs av Jan Bevington Gillett. Sesbania transvaalensis ingår i släktet Sesbania och familjen ärtväxter. IUCN kategoriserar arten globalt som livskraftig. Inga underarter finns listade i Catalogue of Life.